# Denis Guedj
Denis Guedj (Sétif, 22 novembre 1940 – Parigi, 24 aprile 2010) è stato un romanziere e matematico francese.

## Biografia
Ha studiato matematica a Parigi, dove si è trasferito stabilmente dal 1957. Ha insegnato storia della scienza ed epistemologia all'Università di Parigi VIII.
All'attività accademica ha accompagnato quella di romanziere, a cui si è aggiunta successivamente anche quella di autore teatrale, riguardanti la matematica e la scienza in generale.
Ha scritto best seller quali Il teorema del pappagallo, dedicato alla storia della matematica e all'ultimo teorema di Fermat, Il meridiano e Il metro del mondo dedicati alla nascita del Sistema metrico decimale e in particolare alle vicende di Delambre e Méchain durante la Rivoluzione francese.
È deceduto il 24 aprile 2010.

## Opere
- Il meridiano (La Méridienne, 1987) - prima edizione italiana: Longanesi, 2001. ISBN 88-304-1906-0
- La Révolution des savants (1988)
- L'impero dei numeri, collana «Universale Electa/Gallimard●Storia e civiltà» (nº 100) (L'Empire des nombres, collection «Découvertes Gallimard» [nº 300], 1996) - Electa/Gallimard, 1997. ISBN 88-445-0118-X
- La Gratuité ne vaut plus rien et autres chroniques mathématiques (1997)
- Il teorema del pappagallo (Le Théorème du Perroquet, 1998) - Longanesi, 2000. ISBN 88-304-1758-0
- Génis ou le Bambou parapluie (1999)
- Il metro del mondo (Le Mètre du monde, 2000) - Longanesi, 2004. ISBN 88-304-1932-X
- Autobiografia di una caravella (La Bela - Autobiographie d'une caravelle, 2001) - Longanesi, 2002. ISBN 88-304-2014-X
- One Zero Show - Du point à la ligne (2001)
- La chioma di Berenice (Les Cheveux de Bérénice, 2003) - Longanesi, 2003. ISBN 88-304-2094-8
- Zero, o le cinque vite di Aemer (Zéro, 2005) - Longanesi, 2007. ISBN 978-88-304-2382-4
- Villa des hommes (2007)
- La matematica spiegata alle mie figlie (Les mathématiques expliquées à mes filles, 2008) - Longanesi, 2009. ISBN 978-88-304-2639-9